# Nižneudinskij rajon
Il Nižneudinskij rajon (in russo Нижнеудинский район?) è un rajon dell'Oblast' di Irkutsk, nella Siberia sud orientale; il capoluogo è Nižneudinsk.

## Geografia fisica

### Clima
Come in tutto l'oblast' il clima è continentale con temperature medie annuali piuttosto basse (1,5 - 2 °C); a causa del clima il gelo dura da fine agosto a metà giugno.

## Economia
L'area è molto ricca di minerali, per citare solo i più importanti: oro, manganese, mica, carbone, quarzite, dolerite, calcare nonché di risorse naturali, soprattutto considerevoli risorse di legname, che favoriscono la relativa industria.

## Infrastrutture e trasporti
I trasporti avvengono per via terrestre, ferroviaria ed aerea, sono presenti 1900 km di rete viaria.